# Le Chœur des oiseaux
Pistes de Chœurs
Courir sous la pluie Les Serviteurs d'Arès
Le Chœur des oiseaux est la seizième chanson de l'album Chœurs de Bertrand Cantat, Pascal Humbert, Bernard Falaise et Alexander MacSween conçu pour constituer les chœurs antiques de la trilogie « Des femmes » de Sophocle adaptée et mise en scène en 2011 par Wajdi Mouawad. Elle illustre Électre, le troisième volet de la trilogie.

## Argument
Électre, qui a cru un temps à la mort de son frère Oreste dont elle tenait les prétendues cendres apportées par un messager, se voit informée par ce dernier que c'est lui-même Oreste, qu'elle n'avait pas reconnu, qui revient en secret avec ce stratagème. Ils décident ensemble de tuer leur mère Clytemnestre pour venger la mort de leur père Agamemnon.
Le Chœur des oiseaux est directement issu du texte du deuxième stasimon de la tragédie. La chanson est mêlée au texte du coryphée interprété par la comédienne Sara Llorca faisant allusion à la tragédie d'Itys et aux métamorphoses de Térée, Philomèle et Procné en oiseaux.

## Musiciens ayant participé à la chanson
- Bertrand Cantat, chant, guitare, harmonica
- Pascal Humbert, basse, contrebasse
- Bernard Falaise, guitare
- Alexander MacSween, batterie, percussions